# Софьянка
Софьянка — посёлок в Свердловской области России, административно подчинённый городу Кушве. Входит в Кушвинский муниципальный округ.

## Географическое положение
Софьянка расположена в уральской тайге на левом берегу реки Баранчи, к северо-западу от Екатеринбурга и Нижнего Тагила и в 19 километрах к югу от города Кушвы. 

## История
12 ноября 1979 года Исполнительный комитет Свердловского областного Совета народных депутатов принял решение просить Президиум Верховного Совета РСФСР переименовать поселок. Указом Президиума Верховного Совета РСФСР от 08.07.1985 года посёлок Баранчинский Дом Отдыха переименован в Софьянку.

## Население
| 2002 | 2010 |
| ---- | ---- |
| 15   | ↘0   |